# 지쿰첸포
지쿰첸포(གྲི་གུམ་བཙན་པོ་, Gri-gum btsan-po, 기원전 2세기)는 토번의 제8대 첸포이다.

## 생애
힘이 장사였다고 하며, 자신을 지키는 호위부대를 만들었다. 무당들을 존경하며 우대하여 무당들이 그를 위협으로 여기지 않았다.
서부 티베트에서 융둥뵌뽀(雍仲本敎, 卍敎) 무당 3명이 토번으로 들어왔다. 센랍미우체의 가르침과 인도 외도(外道), 페르시아 혹은 중앙아시아에서 받아들인 민간신앙까지 소화해서 발전시킨 무당들이었고, 지쿰짼뽀는 이들을 우대하니 기존 무당들은 위협을 느꼈다. 그러나 이들이 기존 무당들에게 자신들의 가르침과 비법을 전수해 주어 별다른 마찰 없이 잘 지냈다. 하지만 이 3명이 백성들의 정신을 통제하기 시작하여, 지쿰짼뽀도 그들의 허락을 받지 않으면 지시를 내려도 통하지 않는 사태까지 이르렀다. 지쿰짼뽀 때부터 비로소 임금의 권력이 강화되기 시작했는데, 다시 새로운 무당에게 지배당하게 되는 경향이 보였다. 신하들이 "임금께서 돌아가시면 저들이 정권을 탈취할 것이다."라고 탄식했고, 지쿰짼뽀가 결단을 내려 그 3명을 불러, "너희들이 내 머리 위에서 놀고 있구나!"라고 하였다. 마침내 그들을 추방하였는데, 내친김에 기존 무당들도 4명만 남기고 모두 추방해 버렸다. 그런데 여론이 좋지 않아졌다. 뵌뽀 무당은 원시사회 토번에서 의사를 담당하여 백성들이 존경하고 있었던 데다 일부 지방 호족들도 반발했다. 대표적인 호족으로 로암다제란 자가 있었는데, 지쿰짼뽀가 선수를 쳐 로암다제에게 결투를 신청했다.
원시사회 토번에서 결투는 재판이었고, 지는 것은 곧 사형이며 거절하면 부락민 전체가 도륙당한다. 로암다제는 힘으로는 지쿰짼뽀를 이길 수 없어 무당들에게 도움을 청하여 계책을 얻어냈다. 로암다제는 지쿰짼뽀에게 조건부로 정정당당히 맨몸으로 싸울 것을 요구했고, 받아들여졌다. 지쿰짼뽀는 소수의 호위병만 거느리고 결투장에 맨몸으로 나타났는데, 그 전에 로암다제가 황소 100 마리의 머리에 창을 달고 꼬리에 먼지포대를 묶어 놓고, 지쿰짼뽀가 오자 한번에 풀었다. 먼지가 피어오르고 황소들이 그를 향해 돌격하자 그 틈을 통해 로암다제가 화살을 쏘았다. 지쿰짼뽀는 맨손으로 황소 한 마리를 쓰러뜨리고 창을 집어 화살을 쳐내고, 황소들을 물리쳤다. 이때 로암다제가 달려들어 도끼로 배를 찍고 칼로 목을 베었다.
토번 임금은 하늘에서 내려와 절대 죽지 않는다고 백성들에게 알려져 있었는데, 지쿰짼뽀의 죽음을 숨길 수 없게 되자 무당들이 "임금이 결투하다가 실수로 하늘과 연결된 밧줄을 잘라 버렸습니다. 다시는 죽지 않고 하늘로 올라가는 임금이 없을 것입니다."라고 변명하였다. 무당들은 지쿰짼뽀의 시신을 동갑(銅匣)에 넣고 강물 속에 던져버렸다. 로암다제는 부락민들을 이끌고 윰브라캉을 약탈했고, 왕궁에 남은 사람을 모두 도륙했다. 지쿰짼뽀의 두 아들과 왕비는 탈출하는데 성공했다.